# Neutral Milk Hotel
Neutral Milk Hotel – amerykański zespół grający indie rock. Zespół działał w latach 1989–1998 i ma w swoim dorobku dwa albumy studyjne. W 2013 lider grupy, Jeff Mangum, zapowiedział reaktywację zespołu i trasę koncertową.

## Skład
- Jeff Mangum – wokal, gitara
- Jeremy Barnes – perkusja, organy
- Julian Koster – akordeon, banjo
- Scott Spillane – trąbka

## Dyskografia

### Albumy
- On Avery Island (1996)
- In the Aeroplane Over the Sea (1998)

### EP
- Everything Is (1994, EP)
- Ferris Wheel on Fire (2011, EP)

### Single
- Holland, 1945 (1998, SP)